# Marije Zuurveld
Marije Zuurveld (15 juni 1998) is een Nederlands YouTuber en actrice.

## Biografie
Zuurveld won in 2018 en 2019 de VEED Awards als beste vrouwelijke YouTuber. Ze coacht jonge YouTubers in het programma De Viral Fabriek op Nickelodeon.
In 2018 speelde zij Femke in de internetserie De slet van 6vwo. In hetzelfde jaar deed ze mee met het YouTube project 'Challenges cup' waarin een aantal YouTubers streden voor een goed doel, uiteindelijk won Quinty Misiedjan van het kanaal Quinsding voor het goede doel War Child. In het najaar van 2018 speelde Zuurveld de rol van Marlin in de bioscoopfilm First Kiss.
In 2019 was Zuurveld als presentatrice te zien op het YouTube-kanaal Concentrate. Tevens was Zuurveld datzelfde jaar te zien in Vrienden van Lingo waar ze met Michella Kox een team vormde.
In 2020 won Zuurveld het derde seizoen van The Big Escape.
Sinds 2020 doet ze elke werkdag mee in het AVROTROS programma De Faker voor NPO Zapp, waarin een jongensteam strijdt tegen een meidenteam met ook Stephanie van Eer en Shelly Sterk. Een persoon draait een dag mee in een gezin en stelt vragen om het niet-echte gezinslid (de faker) te ontmaskeren.
In 2021 deed ze mee aan het KRO-NCRV programma Hands-up, een strijd tussen duo's van een horende en dove die zo goed mogelijk de Nederlandse Gebarentaal moeten zien te gebruiken, gepresenteerd door Irma Sluis en Igmar Felicia.
In 2021 heeft Zuurveld drie collecties uitgebracht in samenwerking met het kledingmerk Na-kd.
In 2022 nam Zuurveld deel aan het zevende seizoen van Legends of Gaming NL. In datzelfde jaar deed Zuurveld mee aan de televisieprogrammas Waku Waku en Killer Camp. In 2024 deed ze mee aan het televisieprogramma Say Whut!?. In 2025 deed Zuurveld samen met Juvat Westendorp mee aan het televisieprogramma Voor het blok.

## Filmografie

### Televisie
| Jaar | Serie                                        | Rol      | Opmerking    |
| ---- | -------------------------------------------- | -------- | ------------ |
| 2018 | De slet van 6vwo                             | Femke    | Gastrol      |
| 2019 | Britt's Beestenbende                         | Zichzelf | Deelneemster |
| 2019 | De club van lelijke kinderen: De staatsgreep | Nima     | Bijrol       |
| 2020 | The Big Escape                               | Zichzelf | Winnaar      |

### Film
| Jaar | Film                         | Rol    | Opmerking |
| ---- | ---------------------------- | ------ | --------- |
| 2018 | First Kiss                   | Bobby  | Bijrol    |
| 2019 | De club van lelijke kinderen | Nima   | cameo     |
| 2019 | House of No Limits           | Marije |           |

## Prijzen
| Jaar | Prijs          | Categorie                  | Resultaat  |
| ---- | -------------- | -------------------------- | ---------- |
| 2018 | Challenges Cup | Challenges Cup trofee      | 3de plaats |
| 2018 | VEED Awards    | Beste Vrouwelijke YouTuber | Gewonnen   |
| 2019 | VEED Awards    | Beste Beauty YouTuber      | Gewonnen   |
| 2019 | VEED Awards    | Beste Vrouwelijke YouTuber | Gewonnen   |